# Pablo Acosta Ortiz
Pablo Acosta Ortiz Revete (1864-1914) fue un médico, académico, cirujano, político y profesor universitario venezolano conocido como el mago del bisturí, considerado el fundador de la cirugía moderna en Venezuela y el más alto exponente de la medicina venezolana. Asistió a la IV y V Conferencias Sanitarias Panamericanas como representante de Venezuela.
Acosta Ortiz fue parte del movimiento renovador de la medicina venezolana de principios del siglo XX, en colaboración con otras figuras como Luis Razetti, Santos Dominici, José Gregorio Hernández y Francisco Antonio Rísquez.

## Educación y primeros años
Ortiz nació en Barquisimeto el 21 de marzo de 1864. Hijo de Pablo Acosta Revete y Benigna Ortiz Agüero, a los 2 meses de su nacimiento se trasladó a Caracas; a los 16 años comenzó a estudiar medicina y a los 21 obtuvo el título de Doctor en Medicina y Cirugía de la Universidad Central de Venezuela. Posteriormente, se radicó en Mérida donde ejerció su profesión durante unos meses. Al año siguiente viajó a París para continuar sus estudios de medicina. Allí fue discípulo del famoso cirujano francés Jean-François-Auguste Le Dentu.

## Carrera
En 1892 obtuvo el título de cirujano en la Universidad de París y regresó a Venezuela para ejercer como médico en el Hospital Vargas de Caracas. También fue profesor de anatomía descriptiva en la Universidad Central, sus alumnos expresaron: “manejaba el bisturí como un gran artista”. Entre 1899 y 1907 fue director del hospital Vargas en 3 ocasiones, además de ser miembro (1899) y vicepresidente (1904) de la Junta Administrativa de los Hospitales Civiles del Distrito Federal. Es también cofundador del Colegio de Médicos de Venezuela y presidente de su comisión preparatoria (1902). En 1904 y 1907 fue nombrado profesor de la cátedra de Anatomía de la UCV. Fue miembro fundador de la Academia Nacional de Medicina (1904), presidente de la Comisión Nacional de Higiene Pública, senador por el estado Lara (1910) y presidente de la Academia Nacional de Medicina (1912-1914).Reconocido como uno de los primeros en realizar actos quirúrgicos en Venezuela.
Es autor de dos libros: Du tratamiento quirúrgico des aneurismes du tronc brachio-céphalique et de la crosse de l'aorte (1892) y Lecciones de clínica quirúrgica (1911), así como de numerosos artículos de temática científica y literaria.
El Dr. Acosta Ortiz viajó a París donde murió de bronconeumonía el 13 de febrero de 1914. Tenía 50 años.

## Legado
Viajó a París en 1887 culminando su preparación con honores en noviembre de 1892, presentó la tesis doctoral: 'El tratamiento quirúrgico de los aneurismas del tronco braquiocefálico y del arco aórtico'; investigación que aún se mantiene como bibliografía de referencia en varios países.
Fue docente en el Departamento de Anatomía de la U.C.V durante dos años; donde fundó por iniciativa propia la Cátedra de Clínica Quirúrgica en 1895, allí aplicó los últimos conocimientos adquiridos en Francia, de gran utilidad en la preparación de los futuros cirujanos.
Nombrado jefe de Servicios de Cirugía del Hospital Vargas en 1895. Junto al Dr. Santos Dominici, Caracas el 1 de abril de 1895, es el primer instituto de investigaciones científicas en funcionar como tal, ya que tuvo: docencia, investigación y producción de vacunas para la comunidad; allí produjeron las vacunas contra la Difteria, la Rabia y la Viruela.
Cofundó el Colegio de Médicos de Venezuela y fue miembro fundador de la Ilustre Academia Nacional de Medicina en 1904, correspondiente a la XXII Cátedra.

## Honores
- En su honor varios institutos llevan su distinguido nombre; en Caracas un liceo, así como en San Fernando de Apure el hospital principal; el Decano de Ciencias de la Salud de la Universidad Centro-Occidente Lisandro Alvarado de Barquisimeto.
- Asimismo, bustos de bronces que eternizan su memoria se encuentran en una plaza de Barquisimeto, en el Hospital Vargas de Caracas.
- Decano de Ciencias de la Salud Dr. Pablo Acosta Ortiz del Centro Lisandro Alvarado-Universidad Occidental de Barquisimeto (estado Lara).
- Plaza Pablo Acosta Ortiz.
- Calle Pablo Acosta Ortiz.[6]

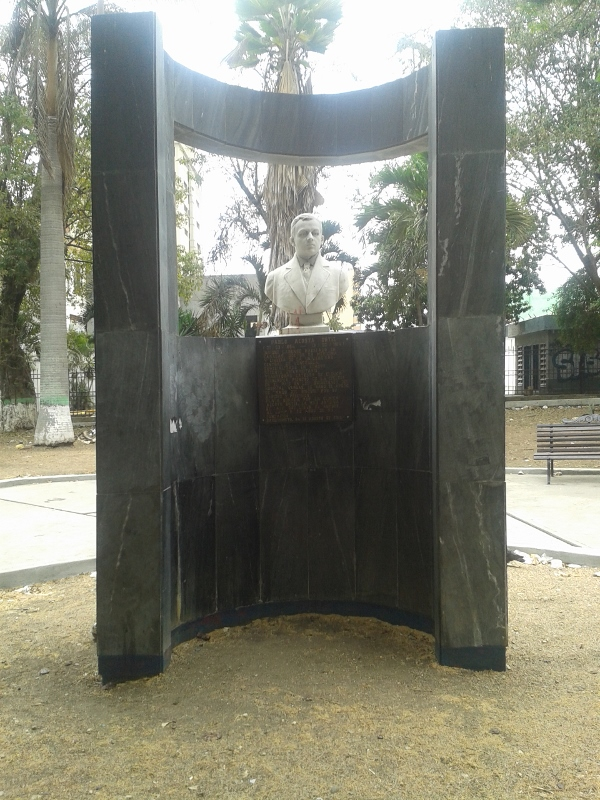

- Clínica Acosta Ortiz en Barquisimeto (estado Lara).
- Hospital Dr. Pablo Acosta Ortiz de San Fernando de Apure (estado Apure).[10]
- Liceo Pablo Acosta Ortiz. Paraíso (Caracas).
- Busto en el Salón de la Fama del Colegio Internacional de Cirujanos (ICS). Chicago (Estados Unidos).